# Équipe d'Irlande du Nord de football à la Coupe du monde 1982
 (juin 2018).
L'équipe d'Irlande du Nord de football participe à sa deuxième phase finale de Coupe du monde lors de l'édition 1982 qui se tient en Espagne du 13 juin au 11 juillet 1982.
La sélection nord-irlandaise franchit le premier tour en battant l'Espagne, le pays hôte et termine première du groupe 5. Au second tour elle tombe dans le groupe de l'Autriche et de la France et se classe en troisième position. 
Gerry Armstrong est le meilleur buteur de l’équipe avec 3 buts inscrits.

## Phase qualificative
| Rang | Équipe          | Pts | J | G | N | P | Bp | Bc | Diff |  | Résultats (▼ dom., ► ext.) |     |     |     |     |     |
| ---- | --------------- | --- | - | - | - | - | -- | -- | ---- |  | -------------------------- | --- | --- | --- | --- | --- |
| 1    | Écosse          | 11  | 8 | 4 | 3 | 1 | 9  | 4  | +5   |  | Écosse                     |     | 1-1 | 2-0 | 0-0 | 3-1 |
| 2    | Irlande du Nord | 9   | 8 | 3 | 3 | 2 | 6  | 3  | +3   |  | Irlande du Nord            | 0-0 |     | 3-0 | 1-0 | 1-0 |
| 3    | Suède           | 8   | 8 | 3 | 2 | 3 | 7  | 8  | -1   |  | Suède                      | 0-1 | 1-0 |     | 3-0 | 1-1 |
| 4    | Portugal        | 7   | 8 | 3 | 1 | 4 | 8  | 11 | -3   |  | Portugal                   | 2-1 | 1-0 | 1-2 |     | 3-0 |
| 5    | Israël          | 5   | 8 | 1 | 3 | 4 | 6  | 10 | -4   |  | Israël                     | 0-1 | 0-0 | 0-0 | 4-1 |     |

## Phase finale
L'Équipe d'Irlande du Nord est donc présente pour la deuxième fois de son histoire dans une phase finale de Coupe du monde. Le tirage au sort organisé le 16 janvier 1982 au Palais des Congrès de Madrid la place dans le Groupe 5 avec le pays organisateur, Espagne. Le groupe est complété par la Yougoslavie et le Honduras. Les matchs sont programmés à Saragosse au Stade de La Romareda et à Valence au Stade de Mestalla.
Les Nord-irlandais sont loin d'être parmi les favoris de la poule. Cette place revient aux organisateurs, même si personne ne sait vraiment à quel niveau l'équipe évolue réellement. L'équipe entraînée par José Santamaria qui vient de succéder à Ladislao Kubala. L'équipe est organisée autour d'un bloc basque composé du gardien Luis Arconada et du milieu Jesús María Zamora accompagnés par les madrilènes José Antonio Camacho et Juanito
Viennent ensuite les Yougoslaves. Cette équipe composée de brillants techniciens comme Safet Sušić, Ivica Šurjak, Miloš Šestić ou Zlatko Vujović n'a jamais confirmé tous les espoirs portés sur elle à cause d'une trop grande irrégularité.
Le Honduras complète la poule. Ils sont parmi les grands inconnus de la compétition. Ils se sont néanmoins qualifiés aux dépens du Mexique et des États-Unis. Un seul de ses joueurs évolue hors du championnat national, Gilberto Yearwood qui joue au Real Valladolid.

### Premier tour

#### Groupe 4
| Classement final |                 |     |   |   |   |   |    |    |      |
|                  | Équipe          | Pts | J | G | N | P | BP | BC | Diff |
| 1                | Irlande du Nord | 4   | 3 | 1 | 2 | 0 | 2  | 1  | +1   |
| 2                | Espagne         | 3   | 3 | 1 | 1 | 1 | 3  | 3  | 0    |
| 3                | Yougoslavie     | 3   | 3 | 1 | 1 | 1 | 2  | 2  | 0    |
| 4                | Honduras        | 2   | 3 | 0 | 2 | 1 | 2  | 3  | -1   |

| 16 juin | Espagne     | 1 | 1 | Honduras        |
| 17 juin | Yougoslavie | 0 | 0 | Irlande du Nord |
| 20 juin | Espagne     | 2 | 1 | Yougoslavie     |
| 21 juin | Honduras    | 1 | 1 | Irlande du Nord |
| 24 juin | Honduras    | 0 | 1 | Yougoslavie     |
| 25 juin | Espagne     | 0 | 1 | Irlande du Nord |

- L'Espagne devance la Yougoslavie grâce à une meilleure attaque.

| 17 juin 1982                      | Yougoslavie | 0 - 0 | Irlande du Nord | La Romareda, Saragosse                            |                                                   |
| 21:00 · Historique des rencontres |             |       |                 | Spectateurs : 25 000 Arbitrage : Erik Fredriksson | Spectateurs : 25 000 Arbitrage : Erik Fredriksson |
| 21:00 · Historique des rencontres | Rapport     |       |                 | Spectateurs : 25 000 Arbitrage : Erik Fredriksson | Spectateurs : 25 000 Arbitrage : Erik Fredriksson |

| 21 juin 1982 21:00        | Honduras  | 1 - 1 | Irlande du Nord | La Romareda, Saragosse                                 |                                                        |
| Historique des rencontres | Laing 60e |       | Armstrong 10e   | Spectateurs : 15 000 Arbitrage : Thompson Chan Tam-Sun | Spectateurs : 15 000 Arbitrage : Thompson Chan Tam-Sun |
| Historique des rencontres | Rapport   |       |                 | Spectateurs : 15 000 Arbitrage : Thompson Chan Tam-Sun | Spectateurs : 15 000 Arbitrage : Thompson Chan Tam-Sun |

| 25 juin 1982 21:00        | Espagne | 0 - 1 | Irlande du Nord | Estadio Luis Casanova, Valence                |                                               |
| Historique des rencontres |         |       | Armstrong 47e   | Spectateurs : 49 562 Arbitrage : Héctor Ortíz | Spectateurs : 49 562 Arbitrage : Héctor Ortíz |
| Historique des rencontres | Rapport |       |                 | Spectateurs : 49 562 Arbitrage : Héctor Ortíz | Spectateurs : 49 562 Arbitrage : Héctor Ortíz |

### Second tour

#### Groupe D
L'Irlande du Nord figure dans le groupe D avec l'Autriche et la France.
| Classement final |                 |     |   |   |   |   |    |    |    |
|                  | Équipe          | Pts | J | G | N | P | Bp | Bc | GA |
| 1                | France          | 4   | 2 | 2 | 0 | 0 | 5  | 1  | +4 |
| 2                | Autriche        | 1   | 2 | 0 | 1 | 1 | 2  | 3  | -1 |
| 3                | Irlande du Nord | 1   | 2 | 0 | 1 | 1 | 3  | 6  | -3 |

| 28 juin     | France          | 1 | 0 | Autriche        |
| 1er juillet | Autriche        | 2 | 2 | Irlande du Nord |
| 4 juillet   | Irlande du Nord | 1 | 4 | France          |

| 1er juillet 1982                  | Autriche                     | 2 – 2 | Irlande du Nord   | Stade Vicente Calderón, Madrid                |                                               |
| 17:15 · Historique des rencontres | Pezzey 50e · Hintermaier 68e |       | Hamilton 27e, 75e | Spectateurs : 20 000 Arbitrage : Adolf Prokop | Spectateurs : 20 000 Arbitrage : Adolf Prokop |
| 17:15 · Historique des rencontres | Rapport                      |       |                   | Spectateurs : 20 000 Arbitrage : Adolf Prokop | Spectateurs : 20 000 Arbitrage : Adolf Prokop |

| 4 juillet 1982                    | Irlande du Nord | 1 – 4 | France                                | Stade Vicente Calderón, Madrid                 |                                                |
| 17:15 · Historique des rencontres | Armstrong 75e   |       | Giresse 33e, 80e · Rocheteau 46e, 68e | Spectateurs : 37 000 Arbitrage : Alojzy Jarguz | Spectateurs : 37 000 Arbitrage : Alojzy Jarguz |
| 17:15 · Historique des rencontres | Rapport         |       |                                       | Spectateurs : 37 000 Arbitrage : Alojzy Jarguz | Spectateurs : 37 000 Arbitrage : Alojzy Jarguz |

## Source
- (en) Evan Marshall, Fields of wonder : The incredible story of northern ireland's journey to the 1982 world cup, Newtownards, Blackstaff Press, 2022, 342 p. (ISBN 978-1-78073-240-4).
- Bruno Colombani et Richard Coudrais, Espagne 82 : La Coupe d'un monde nouveau, Paris, Solar, septembre 2022, 418 p. (ISBN 978-2-263-17733-0).